# El halcón de Castilla
Pour plus de détails, voir Fiche technique et Distribution.
El halcón de Castilla est un film d'aventure espagnol sorti en 1967, réalisé par José María Elorrieta,.

## Synopsis
Diego de Carvajal revient à Tolède après plusieurs années d'absence. Il sauve une jeune femme, Margarita, lors d'une bagarre sur la place de la ville. Il apprend que son père est décédé et a légué tout ses biens au gouverneur Galcerán de Guzmán. Voyant les mauvais traitements que subissent les paysans de la part du gouverneur, Diego conçoit un plan : il se fera appeler Diego de Mendoza et se fera passer pour un riche indien à la recherche d'une épouse. Avec l'aide de ses amis, sous le nom d'El Halcón, il dérobe plusieurs cargaisons d'or du gouverneur, qu'il donne aux agriculteurs pour qu'ils puissent payer leurs dettes. Il combat en duel contre Guzmán, et le fait avouer qu'il a falsifié le testament de son père. Redevenu Diego de Carvajal aux yeux de tous, il peut demander la main de Maria, qui ne pouvait l'accepter, le croyant indien.

## Fiche technique
- Titre : El halcón de Castilla[3]
- Réalisation : José María Elorrieta
- Scénario : José María Elorrieta, José Luis Navarro
- Musique : Fernando García Morcillo
- Production : Lacy Internacional Films, P.C. Alesanco[3]
- Photographie : Alfonso Nieva[3]
- Format d'image : Eastmancolor, Cinemascope[3]
- Décors : Tadeo Villalba[3]
- Pays de production :  Espagne
- Genre : aventure, drame
- Durée : 93 min
- Année de sortie : 1967

## Distribution
Sauf indication contraire, les informations mentionnées dans cette section peuvent être confirmées par la base de données cinématographiques IMDb,  présente dans la section « Liens externes ».
- Germán Cobos : Don Diego de Mendoza
- Nuria Torray : Margarita
- Mariano Vidal Molina : Don Galcerán de Guzman
- Félix Dafauce : Don Gonzalo de Cárdenas
- Gloria Osuna : Leonor, nièce de Don Gonzalo
- Mari Luz Real : Maria de Cárdenas
- Ángel Ter : Juan
- Álvaro de Luna : Acunia
- Claude Cory (sous le pseudo de Claude Conty) : Capitán Mena
- Julio Pérez Tabernero : Mateo
- Erasmo Pascual : vendeur de toiles
- Rafaela Aparicio : épouse du vendeur de toiles
- José Canalejas : Capitán Saldaña
- Frank Braña : Alejandro
- José Villasante
- Dyanik Zurakowska : serveuse blonde